# Burzyk ciemny
Burzyk ciemny (Procellaria westlandica) – gatunek ptaka oceanicznego z rodziny burzykowatych (Procellariidae).

## Systematyka
Takson ten opisał w 1946 roku Robert Falla w 5. tomie publikacji Records of the Canterbury Museum, nadając mu nazwę Procellaria parkinsoni westlandica, czyli uznając go za podgatunek burzyka czarnego. Obecnie burzyk ciemny uznawany jest za odrębny, monotypowy gatunek.

## Występowanie
W sezonie lęgowym występuje w Nowej Zelandii. Lęgi odbywa na gęsto zalesionym wybrzeżu w pobliżu Punakaiki na Wyspie Południowej. Latem migruje, można go wtedy spotkać u wybrzeży Ameryki Południowej oraz w Australii.

## Charakterystyka

### Morfologia
Osiąga 50–55 cm długości oraz masę od 800 do 1600 gramów. Ma ciemnobrązowe oraz czarne pióra. Ma gruby, duży, jasnożółty dziób. Ma również czarne nogi.

### Dieta
Żywi się głównie rybami. Sam również poluje, jednak znaczną część ich pożywienia stanowią resztki z kutrów rybackich.

### Rozmnażanie
Sezon lęgowy burzyka ciemnego trwa od marca do grudnia. Samica składa w gnieździe jedno jajo, które ma 81 mm długości i 56 mm szerokości. Jaja są wysiadywane przez 57–68 dni na zmianę przez oboje rodziców. Młode stają się niezależne po 180 dniach. Dojrzałość płciową osiągają w wieku 5–10 lat.

### Styl życia
Burzyki ciemne prowadzą samotniczy tryb życia. Na stromych zalesionych zboczach zakładają gniazda mające zwykle od 1 do 2 metrów długości. Osobniki tego gatunku żyją maksymalnie 37 lat.

## Status zagrożenia
W Czerwonej księdze gatunków zagrożonych IUCN burzyk ciemny od 2017 roku klasyfikowany jest jako gatunek zagrożony (EN, ang. Endangered); wcześniej uznawano go za gatunek narażony (VU, ang. Vulnerable).
Szacuje się, że populacja gatunku wynosi od 7900 do 13 700 dorosłych osobników. Trend liczebności populacji nie jest znany. Do głównych zagrożeń dla tego ptaka należy drapieżnictwo gatunków introdukowanych, w tym zdziczałych zwierząt domowych, utrata i degradacja siedlisk m.in. przez cyklony tropikalne, a także śmierć na morzu wskutek zaplątywania się w sieci i inny sprzęt rybacki.